# Heriades sulcatulus
Heriades sulcatulus là một loài Hymenoptera trong họ Megachilidae. Loài này được Cockerell mô tả khoa học năm 1931.